# Theodore Allen Slaman
Theodore Allan Slaman (17 de abril de 1954) é um matemático estadunidense.
Obteve um doutorado em 1981 na Universidade Harvard, orientado por Gerald Sacks, com a tese Aspects of E-recursion Theory.
Foi palestrante convidado do Congresso Internacional de Matemáticos em Quioto (1990: Degree Structures).